# 基本運賃番号
基本運賃番号（きほんうんちんばんごう、fare basis code）とは航空会社が用いるアルファベットないしアルファベットと数字を組み合わせた記号のこと。

## 概要
航空会社や旅行会社の職員が航空券の運賃種別や発券上の制限等を参照する際に用いる。一文字目は予約番号、予約クラス、ブッキングクラスと呼ばれ、運賃種別を表す。後ろにアルファベットや数字が続き、 一般に3から7文字程度の番号になるが、稀に8文字になることもある。
```
[例] CXRTJL
```

C:ビジネスクラス、X:平日運賃、RT:往復運賃、JL:日本航空

## 予約タイプ
各航空会社が独自に番号を設定しているものの、番号の振り方には一定の法則を見て取れる。
一文字目が数字になることはなく、前述のように運賃種別(タイプ)を示す。設定は各航空会社の運賃管理部門が行い、この記号を以って、どの運賃種別を何席設定するかを調節する。例えば、エコノミークラスの残席数が25席の場合、

Yタイプ7席 Kタイプ5席 Mタイプ4席 Tタイプ6席 Eタイプ3席

というように運賃種別を割り振ることができる。
以前は国際空輸協会(IATA)で運賃種別を統一していたが、現在は航空会社が各々番号を割り当てている。従って、同じ予約番号でも、発券航空会社により意味が全く異なることがある。ただしてんでばらばらになってしまったわけではなく、今日でもIATA時代の割り当てを概ね踏襲している。
- F: ファーストクラス[5]
- J: ビジネスクラス
- Y: エコノミークラス
- W: プレミアムエコノミー。近年導入された新しい等級で、エコノミーとビジネスの中間にあたる。予約記号では専らWが割り当てられる。

## その他の法則
- 一文字目は運賃種別ないしサービス水準を表す。
- 二文字目にEがきた場合には「周遊運賃(Excursion Fare)」を表し、行楽客向けの運賃に該当する。最短・最長滞在日数が設定してあることが多く、ビジネス客には利用しづらいようになっている。
- 数列: 末尾の数列は最長滞在日数を表すことが多い。例えばYE45とあれば、エコノミークラス(Y)の周遊運賃(E)で、旅行先での滞在日数が45日以内の航空券、YE3Mとあれば、同3ヶ月以内(3 months)を表す[1][5]。
- H or L: 繁忙期(high season)、閑散期(low season)の別[5] 。
- W or X (一文字目以外に使われた場合): 特にヨーロッパでよく使われる文字で、平日にも設定がある(X)か週末のみしか設定がない(W)かを表す[5]。
- OW: 片道(one way)のみの設定[5]。
- 国を表す2文字の識別番号: 最後の2文字は国を表すことが多い。国際線を運航する会社で自国発、外国発の両方の運賃を設定している場合には出発国を表すのに用いる。例えば英国(United Kingdom)からオーストラリア(Australia)へ向かう運賃をYE3MGB、逆方向をYE3MAUとする[5]。こうすることで、両者の発券時の制約を揃えつつも、変更料金を変えたり、両国間の関税に関する取り決めを反映することが容易にできる。

## 航空会社独自の番号
今日では基本運賃番号も多種多様になってきていて、かなり特殊な使い方をされるものもある。一時的に使われるものがほとんどだが、例を挙げると、
- 運賃の一般名を示す番号: 例えば"Super-Saver"という運賃を設定している会社があるとすると、SPRSVRという文字を基本運賃番号に組み込むか、あるいはSPRSVR自体を基本運賃番号として使うことがある。
- 特定の代理店を示す番号: 特定の代理店にのみ卸す航空券には、代理店名が基本運賃番号に組み込まれることがある。例えばXYZという代理店でしか購入できない航空券の基本運賃番号にはXYZという文字列が組み入れられる。この場合、代理店でしか基本運賃番号を参照することはできず、一般の運賃検索にかかることはない。

## 複数の基本運賃番号が振られる例
往々にして航空券は一枚なのに複数の基本運賃番号が振られているということがある。特に複数の航空会社を跨ぐ場合に多い。発券会社が他の航空会社と相互発券協定を結んでいる場合、乗り継ぎ先の航空会社の分も含めて自社で単一の航空券を発券する。当然自社運行分の基本運賃番号と提携先の航空会社が運行する接続便部分の基本運賃番号の二つが一つの航空券に同居することになる。旅行者にとっては搭乗手続きを出航地で一度に済ませてしまえるという利点がある反面、航空券を変更する場合、複数ある基本運賃番号の内、最も制約の厳しいものが、当該区間のみならず、全区間に渡って適用されてしまうという欠点も抱えている。

## 広域発券システム
基本運賃番号は通常、横断的販売網上の運賃照会画面に表示され、残席照会画面には表示されない。ただし、昨今は出航時刻や最安値といったキーワードで残席照会ができるようになっている事も多く、基本運賃番号に習熟しなくとも容易に発券できるようになってきている。

## 航空券
基本運賃番号は、通常航空券の券面に明記されている。電子化される前の紙の航空券の場合には基本運賃番号部分にマーカーが引いてある。電子航空券の場合は、航空便の詳細の下に書いてあることが多い。